# Turquia nos Jogos Olímpicos de Verão de 1988
A Turquia participou dos Jogos Olímpicos de Verão de 1988 em Seul, na Coreia do Sul. Conquistou uma medalha de ouro, uma de prata e nenhuma de bronze, somando duas no total. Ficou na vigésima sétima posição no geral.